# Jazz Pharmaceuticals
Jazz Pharmaceuticals ist ein irisches biotechnologisches Pharmaunternehmen, das 2003 gegründet wurde und an der amerikanischen Technologiebörse NASDAQ unter dem Kennzeichen JAZZ gelistet ist. Seinen Hauptsitz hat Jazz Pharmaceuticals in Dublin, Irland. Das Unternehmen ist spezialisiert auf die Behandlung von Schlafstörungen und Epilepsie und erforscht und liefert in der Onkologie Medikamente für schwer zu behandelnde hämatologische Malignome und solide Tumore.

## Medikamente
Jazz Pharmaceuticals hat u. a. folgende Medikamente im Markt:
- Epidiolex (USA) / Epidyolex (EU) (Cannabidiol) wird als Zusatztherapie von Krampfanfällen im Zusammenhang mit dem Lennox-Gastaut-Syndrom (LGS) oder dem Dravet-Syndrom (DS) in Verbindung mit Clobazam bei Patienten ab 2 Jahren angewendet.[7]
- Sativex (Tetrahydrocannabinol) wird angewendet zur Symptomverbesserung bei erwachsenen Patienten mit mittelschwerer bis schwerer Spastik aufgrund von Multipler Sklerose (MS), die nicht angemessen auf eine andere antispastische Arzneimitteltherapie angesprochen haben und die eine klinisch erhebliche Verbesserung von mit der Spastik verbundenen Symptomen während eines Anfangstherapieversuchs aufzeigen.[8]
- Xyrem (Natriumoxybat) zugelassen in der EU und wird zur Behandlung von Narkolepsie mit Kataplexie bei Erwachsenen, Jugendlichen und Kindern ab einem Alter von 7 Jahren angewendet.[9]
- Xywave (Calcium-, Magnesium-, Kalium- und Natriumoxybate) zugelassen in den USA und Kanada zur Behandlung einer Kataplexie oder exzessiven Tagesschläfrigkeit (EDS) bei Patienten ab 7 Jahren Alter und älter mit Narkolepsie[10]
- Rylaze (Crisantaspase)

Im Juli 2023 empfahl der Ausschuss für Humanarzneimittel (CHMP) der EMA für die EU die Zulassung von (rekombinanter) Crisantaspase zur Behandlung der akuten lymphatischen Leukämie (ALL) und des lymphoblastischen Lymphoms (LBL). Als Handelsname ist in der EU Enrylaze vorgesehen.

## Geschichte
Jazz Pharmaceuticals wurde 2003 gegründet und wuchs primär durch den Zukauf von Produkten (z. B. Xyrem) und Zusammenschlüssen (Mergers) mit anderen Pharmaunternehmen (z. B. Azur Pharma, EUSA Pharma, Gentium, Celator etc.).
- Im Mai 2021 gab Jazz Pharmaceuticals den Abschluss der Übernahme von GW Pharmaceuticals (Nasdaq: GWPH) bekannt, einem führenden Unternehmen in der Wissenschaft, Entwicklung und Vermarktung von verschreibungspflichtigen Medikamenten auf Cannabinoidbasis.[13]